# Франсуа Дюфрен
Франсуа Дюфрен (фр. François Dufrêne; 21 вересня 1930, Париж — 12 грудня 1982, Париж) — французький художник-реаліст у стилі нуво, поет-леттрист і ультралеттрист. Він відомий насамперед як піонер у звуковій поезії та за його використання деколажу в рамках модерного реалізму.

## Праці
- Bottom (1960), torn posters pasted on wood; in the collection of the Toulon Art Museum
- François Dufrêne's Crirythmes on Cramps Records LP (1975), a disk curated by Maurizio Nannucci with assistance by Arrigo Lora-Totino and produced by Giancarlo Bigazzi